# Centro Universitário Assunção
O UNIFAI - Centro Universitário Assunção é uma instituição de ensino superior situada no distrito da Vila Mariana em São Paulo, SP. Criado em 1970 como Faculdades Associadas Ipiranga (FAI), o educandário converteu-se em centro universitário após decreto federal em 2000. É uma instituição ligada à PUC-SP e à Arquidiocese de São Paulo. A PUC-SP mantém, em convênio com a UNIFAI, a unidade Vila Mariana.
O Centro Universitário Assunção, antiga FAI (Faculdades Associadas Ipiranga) tem uma tradição como poucas no Brasil. Ele se alicerça no Seminário Diocesano de São Paulo, fundado na metade do século passado (1856). Característica dessa instituição é o fato de ela ter oferecido o primeiro curso de Filosofia no Brasil, em 1908, reconhecido pela Santa Sé, Sede da Igreja Católica. O Seminário Maior, Seminário Central da Imaculada Conceição foi confiado aos padres diocesanos e foi instalado, no Ipiranga, em área ampla com prédio e igreja especialmente construídos. Com a determinação do Concilio Vaticano II dos seminaristas deixarem de ser internos, foram liberados espaços, onde  o cardeal Dom Agnelo Rossi criou a FAI, hoje ligada à PUC-SP.
A entidade que mantém o novo Centro Universitário é a FUNDASP – Fundação São Paulo, "desde 2019, tendo sua sede na Capital do Estado de São Paulo, no bairro das Perdizes, Edifício Franco Montoro, Rua João Ramalho, 182, inscrita no CNPJ/MF sob nº 60.990.751/0001-24; Hoje, preside a Fundação São Paulo o Cardeal Odilo Pedro Scherer, Arcebispo Metropolitano de São Paulo".
Com padrões adequados, visando sempre a atingir ótima qualidade de ensino, com métodos progressistas e eficientes, a FAI implantou, com funcionamento a partir de 1971, a Faculdade de Filosofia, Ciências e Letras, inicialmente com cerca de trezentos alunos, nos cursos de Filosofia, História, Letras e Pedagogia. Também os cursos de Matemática e Ciências Contábeis foram iniciados dois anos após, este último com a criação da Faculdade de Administração e Ciências Contábeis.

## Graduação
O UNIFAI conta hoje com 09 cursos de graduação:
- Administração
- Biblioteconomia
- Ciências contábeis
- Direito
- Filosofia (Bacharelado/Licenciatura)
- História
- Pedagogia
- Serviço Social

## Pós-Graduação
O UNIFAI conta com cursos de pós-graduação nas modalidades de aperfeiçoamento, especialização lato-sensu e extensão.
| Cursos de especialização                                         | Cursos de extensão                                              |
| ---------------------------------------------------------------- | --------------------------------------------------------------- |
| Alfabetização e Letramento                                       | Arte de Contar Histórias: partilhas, idas e vindas              |
| Arquitetura da Informação: Design de Interação Digital           | Consciência Corporal                                            |
| Educação Infantil e Cultura                                      | Consciência Emocional                                           |
| Filosofia e Pensamento Político Contemporâneos                   | Atualização Jurídica x Legislativa                              |
| Formação de Docentes para o Ensino Superior                      | Capacitação em Mediação                                         |
| Gestão de Arquivos e Bibliotecas Escolares                       | Neurociências Aplicadas ao Aprendizado                          |
| Gestão em Políticas Públicas e Projetos Sociais                  | Dança para à Maturidade                                         |
| História da África – Educação, Cultura e Relações Internacionais | Estratégias de Decisão                                          |
| História, Civilização e Pensamento Medieval                      | Ética na Disseminação da Inf. nas Redes Sociais e Colaborativas |
| História: Arte, Patrimônio e Cultura                             | Introdução à Linguagem Cinematográfica                          |
| MBA Gestão Estratégica de Negócios                               | Marketing de Serviços Bibliotecários                            |
| MBA Gestão Financeira com Ênfase no Capital Humano e Social      | Neurolinguística: Linguagem e Cognição                          |
| Neurociências, Saúde Mental e Aprendizado                        | Normatização de Citações e Referências no Padrão Vancouver      |
| Psicomotricidade                                                 | Pedagogia Hospitalar                                            |
| Psicopedagogia                                                   | Relacionamentos e Conflitos                                     |
| Religião e Cultura                                               | Universidade Aberta à Maturidade                                |